# U-937
U-937是應用於生物醫學研究的人類淋巴瘤細胞系 ，最初是從一名37歲男性患者的組織細胞淋巴瘤中分離出來的，可以用於研究單核細胞的行為和分化。 U-937細胞因響應着多種可溶性刺激物而變得成熟及出現分化，具有成熟巨噬細胞的形態和特徵。U-937細胞屬於髓系（Myelocyte），因此可以組成性地（例如白介素-1和顆粒白血球-巨噬細胞集落刺激因子）分泌着大量的細胞因子和趨化因子。 腫瘤壞死因子-α和重組GM-CSF獨自地促進U-937細胞中白介素-10的產生。

## 外部連結
- Cellosaurus entry for U-937 （页面存档备份，存于）